# 교육용 프로그래밍 언어
교육용 프로그래밍 언어(Educational Programming Language, EPL) 교육용으로 만들어진 프로그래밍 언어이다. 보통 실생활에서 사용되지는 않는다.

## 분류

### 어린이
- 엔트리(영어: Entry)
- 에이젼트시트(영어: AgentSheets)
- 앨리스(영어: Alice)
- 발티(영어: Baltie)
- 캐럴(영어: Karel), Karel++, Karel J. Robot
- 로고 (프로그래밍 언어)(영어: Logo)
- 프로그램(영어: Phrogram)
- Etoys(이토이즈)
- 스크래치(영어: Scratch)
- 심플(영어: SiMPLE)
- 그린풋(영어: GreenFoot): 어린이를 위한 자바
- Rur-ple
- 두리틀
- 앱 인벤터(영어: App Inventor)

### 대학
- AgentSheets
- A++
- 하스켈(영어: Haskell)
- 오즈
- 파스칼
- Scheme
- 스몰토크(영어: Smalltalk)
- 스퀵(영어: Squeak)

## 같이 보기
- 프로그래밍
- 프로그래밍 언어
- 블록형 프로그래밍 언어